# Talestri
Talestri és una òpera en tres actes composta per Niccolò Jommelli sobre un llibret italià de Gaetano Roccaforte. S'estrenà a Roma el 1751.
A Catalunya s'estrenà el 1764 al Teatre de la Santa Creu de Barcelona. És una de les òperes que es van representar amb decoracions de Manuel Tramulles.